# بادي أوكونور (لاعب كرة قاعدة)
بادي أوكونور (بالإنجليزية: Paddy O'Connor)‏ هو لاعب كرة قاعدة أمريكي، ولد في 4 أغسطس 1879 في مقاطعة كري في جمهورية أيرلندا، وتوفي في 17 أغسطس 1950 في سبرينغفيلد في الولايات المتحدة.

## وصلات خارجية
- بادي أوكونور على موقعبيزبول رفرنس.كوم (الدوري الرئيسي) (الإنجليزية)
- بادي أوكونور على موقعبيزبول رفرنس.كوم (الدوري الثانوي) (الإنجليزية)